# انفصال شمال القوقاز
انفصال شمال القوقاز هو في الحقيقة نزاع مسلّح بين روسيا والجماعات الموالية لإمارة القوقاز وتنظيم الدولة بعد دخوله النّزاع منذ 2015 . وبدأ النزاع فعليا منذ النهاية الرسمية للحرب الشيشانية الثانية في 16، أبريل 2009. يجذب النزاع مقاتلين من الشرق الأوسط وشمال أفريقيا وأوروبا وآسيا الوسطى، غير أن بعض الأفراد من شمال القوقاز يقاتلون في سوريا.
معظم العمليات تنفّد في شمال القوقاز  والشيشان، وداغستان، وأنغوشيا وقبردينو - بلقاريا في حين تنفّد أخرى في المناطق المجاورة على غرار أوسيتيا الشمالية-ألانيا، وقراتشاي-تشيركيسيا، وستافروبول كراي وفولغوغراد أوبلاست.

## خلفية تاريخية
في أواخر عام 1999، أصدر رئيس الوزراء الروسي آنذاك فلاديمير بوتين أمراً للجيش والشرطة باقتحام مناطق الشيشان. احتلت هذه القوات معظم المنطقة بحلول سنة 2000؛ ما أسفر عن اشتباكات دامت سنيناً خلّفت وراءها آلاف القتلى والجرحى من الطرفين بالإضافة إلى مئات الآلاف من النازحين. أعلن عبد الحليم سعدلاييف في عام 2005 عن  تشكيل جبهة القوقاز للقتال ضد روسيا، وذلك لضمان استمرار الصراع بين المسلمين والروس حتى بعد وفاته، أعلن خلفه دوكو عمروف استمرار الجهاد لإقامة الشريعة الإسلامية في شمال القوقاز وباقي النواحي.
تمتل العامل الأساسي لنجاح الروس في ضبط الأوضاع تحت سيطرتها في الشيشان في تعيين رئيس للمنطقة وكان رمضان قديروف الموالي لموسكو. تنهج الشرطة والقوات شبه العسكرية تحت إدارة قاديروف سياسات قمعية، وانتهاكات لحقوق الإنسان بحسب ما أعلنته المحكمة الأوروبية لحقوق الإنسان وغيرها. تزايدت الهجمات الإرهابية في شمال القوقاز في الفترة مابين 2007-2010، فقتل مايزيد عن 442 شخص في صيف 2009 فقط، بينما قتل 150 شخصا في سنة 2008 بأسرها. وفقا للأرقام الرسمية من قبل الحكومة الروسية، قُتل 235 فردا من وزارة الداخلية وأصيب 686 بجروح وذلك في سنة 2009  يينما قتل أكثر من 541 مسلّحا وأنصارهم وأحتُجز حوالي 600 شخص في نفس السنة غير أن هذه الحوادث تراجعت منذ عام 2010 بالمقارنة مع الفترة مابين 2008 و2009
عرفت الفترة ما بين 2010 و2014، تراجع النشاطات المعادية لروسيا في شمال القوقاز شيئاً فشيئاً، مع تراجع في عدد القتلى بنسبة أكثر من النصف. تُرجح أسباب هذا التراجع بمقتل أغلب القادة المعاديين للروس، استهداف قوات الأمن الخاصة البنى التحتية للانفصاليين، وقتال مسانديهم في مناطق أخرى. تحقيق خاص أجرته رويترز أشار إلى أنه في الفترة قبيل الألعاب الأولمبية الشتوية لسنة 2014 التي نظمتها روسيا، قيام المسؤولون الأمنيون بتشجيع المسلحين على مغادرة روسيا للقتال في الحرب الأهلية السورية، وذلك للتخفيف من هجماتهم الداخلية.

## جمهورية الشيشان
نجمت صراعت شمال القوقاز الحالية عن نتيجيتين مباشرتيين أولاها انهيار الاتحاد السوفيتي والحربين المتواليتين بين روسيا والشيشان. تميزت حرب الشيشان الأولى بنضال قومي من أجل الاستقلال عن روسيا دامت ما بين 1994 و 1996. إنتهى الشطر الأول لهذا الصراع بين القوات الفيدرالية الروسية والشيشانية بتوقيع اتفاق خاسافيورت الذي أعطى للشيشان الحق في الحصول على استقلالهم من الحكم الروسي، وذلك في 30 أغسطس 1996.
في أغسطس 1999، قام حوالي 1500 شخص تحت لواء الإسلام الدولي بقيادة الشيشاني شامل باساييف بالإضافة إلى المجاهدون العرب بقيادة  السعودي سامر السويلم (بن الخطاب) بدعمٍ من حركة مجلس شورى داغستان بغزو داغستان، بالإضافة إلى سلسلة من تفجيرات شقق في بويناكسك، وموسكو، وفولغودونسك الروسية، الأمر الذي عجّل بإعادة غزو الروس للشيشان، في حرب الشيشان الثانية.
بعد الدروس القاسية التي تلقها الروس في الحرب الشيشانية الأولى باث الآن على الروس محاصرة المناطق أو القرى ومن ثم قصف كل من يشتبه حمله لأي سلاح بالصواريخ الباليستية والقنابل الفراغية ومن ثم اقتحام القوات البرية والاشتباك مع من تبقى من المسلحين. شهدت معركة غروزني والتي دامت ما بين 1999-2000 مقاومة أكبر هذه المرة، غير أنها لم تدم طويلا فبعد أن حاول حوالي 2000 مقاتل الخروج من المنطقة المحاصرة في فبراير من سنة 2000 كان في طريقهم حقل ألغام كبير كان قد أعدّها الروس تحسبا للسيناريو ما أدى لخسائر فادحة في صفوف المقاتلين. بعد هذه الضربة القاسية توجّه ما تبقى من المقاتلين إلى وديان ومناطق فيدينو و أرغون الجبليتين من أجل شنّ حرب عصابات.
لم تهنأ المنطقة كثيرا في السنوات القادمة. فوفقا للأرقام الروسية، ما بين  أبريل 2009 (حيث يُزعم انتهاء «حرب الروس ضد الأرهاب») وأبريل 2010، قُتل 97 جنديا، وقامت القوات الروسية بقتل 189 شخصا بدعوى مساندتهم للمسلحين. إلا أن أعمال العنف تراجعت في 2014 حيث يُقدر مقتل 24 من قوات الأمن الروسية و 24 مسلحا.

## جمهورية داغستان
هي أكثر المناطق اعتناقا للإسلام وأكثر كثافة من حيث عدد السكان من بين جميع جمهوريات شمال القوقاز. تشكل مساحتها ضعف مساحة الشيشان وهي الأكثر تنوعا من حيث الأعراق. لكن رغم ذلك فأنه ليس هناك مشاكل صراع عرقي في الجمهورية، غير أن هناك بعض الخلافات بين الصوفيين، التوفيقيين و السلفيين الذين لايرون بديلاً للحكم بكتاب الله والسنة النبوية الشريفة.
ذكرت وزارة الشؤون الداخلية الروسية أن من أصل 399 أعمال عنف اُرتكبت في شمال القوقاز في عام 2013، في حين شهدت داغستان وحدها حوالي 242 عمل عنف.

## جمهورية إنغوشيا
شهدت إنغوشيا خلال فترة الحرب هجوما واسعا من قبل المقاتلين الإتغوتشيين والشيشان على أكبر مدنها نازران، أسفر عن مقتل عشرات المدنيين ورجال الأمن والجنود.
على غرار مناطق شمال القوقاز الأخرى، دفعت أعمال القمع الوحشية لرجال الأمن الروسيين الشباب للانضمام للإسلاميين. فحصلت أعمال خطف وتعذيب وقتل لهؤلاء الشباب وأفراد أسرتهم، تحت رئاسة مراد زيازيكوف. نجح خلفه يونس بك يفكيروف (سنة 2008) في إخماذ هذه الأعمال الهمجية، على الرغم من انه أصيب بجروح خطيرة في تفجير انتحاري خلال أول عامٍ له في المنصب. انخفصت في المقابل انتهاكات قوات الأمن الروسية لحقوق الإنسان، لكنها قد تعود في أي لحظة للواجهة.
شكّل إلقاء قوات الأمن القبض على أحمد يوفولايف في يونيو 2010 وأحد كبار قادة إمارة القوقاز الإسلامية ضربة موجعة للجهاديين ما أدى إلى انخفاضٍ ملموس في وتيرة هجماتهم خلال السنوات الخمس التالية. صرّح يونس منتصف 2015 «بأنه قد تم إحباط التمرّد في جمهوريته».

## جمهورية قبردينو- بلغاريا
بدأت رغبة جمهورية قربدينيو-بلغاريا في الانفصال  في أوائل سنة 2000 بقيادة جماعة اليرموك، وهي جماعة مسلحة نشأت نتيجة القمع الروسي المتزايد للمسلمين.
قامت مجموعة المسلحين في أكتوبر 2005 بشن غارات على عاصمة الجمهورية نالتشيك، أسفرت عن مقتل 142 شخصا، قامت المجموعة أيضا باغتيال عدة مسؤولين حكوميين وضباط شرطة.
شهدت الجمهورية ارتفاع في وتيرة الهجمات منذ أواخر 2010 وأوائل 2011، بعد مقتل أنزور أستيميروف قائد ولاية كربدا المتحدة ، بلغاريا-كاراشاي التابعة لإمارة القوقاز الإسلامية. نهج خلفا أنزور اشخير دزهابوييف وراتمير شاماييف هجمات أشد فتكا أسفرت عن مقتل المدنيين بما فيهم عدّة سياح. قتل دزابوييف وشاماييف في عملية خاصة لقوات الأمن، سبقتها تهديدات لمجموعة تطلق على نفسها «الصقور السوداء» أهالي القائديين.

## جمهورية أوسيتيا الشمالية - ألانيا
شهد 9 سبتمبر 2010، تفجير سيارة ملغّمة في سوق مزدحم بعاصمة أوسيتا-ألانيا، فلاديقوقاز ما أسفر عن مقتل 19 شخصا وإصابة 190 شخصا بجروح. علّق الرئيس ميدفيديف عقِب الهجوم: «سوف نقوم بكل مايمكننا القيام به للقبض على هؤلاء الوحوش، الذين يهاجمون المدنيين العزّل، وإن قاومو ورفدوا الإستسلام سيتم تصفيتهم».
تبنّت ولاية غالغايشو التابعة لإمارة القوقاز الإسلامية العملية، وأفادت أن الهجوم إستهدف «كفار أوسيتيا» في أراضي الأنغوش المحتلّة 

## بعض الحوادث وُصفت بالإرهابية
- تفجيرات مترو الأنفاق في موسكو 2010
- تفجيرات مطار دوموديدوفو الدولي 2011
- تفجيرا فولغوغراد في ديسمبر 2013
- متروجت الرحلة 9268
- هجوم مترو سانت بطرسبرغ 2017

## حصيلة
| السّنة | قُتِل  | جُرِح  |
| ----- | ---- | ---- |
| 2010  | 754  | 956  |
| 2011  | 750  | 628  |
| 2012  | 700  | 525  |
| 2013  | 529  | 457  |
| 2014  | 341  | 184  |
| 2015  | 209  | 49   |
| 2016  | 202  | 85   |
| مجموع | 3485 | 2884 |

## صور

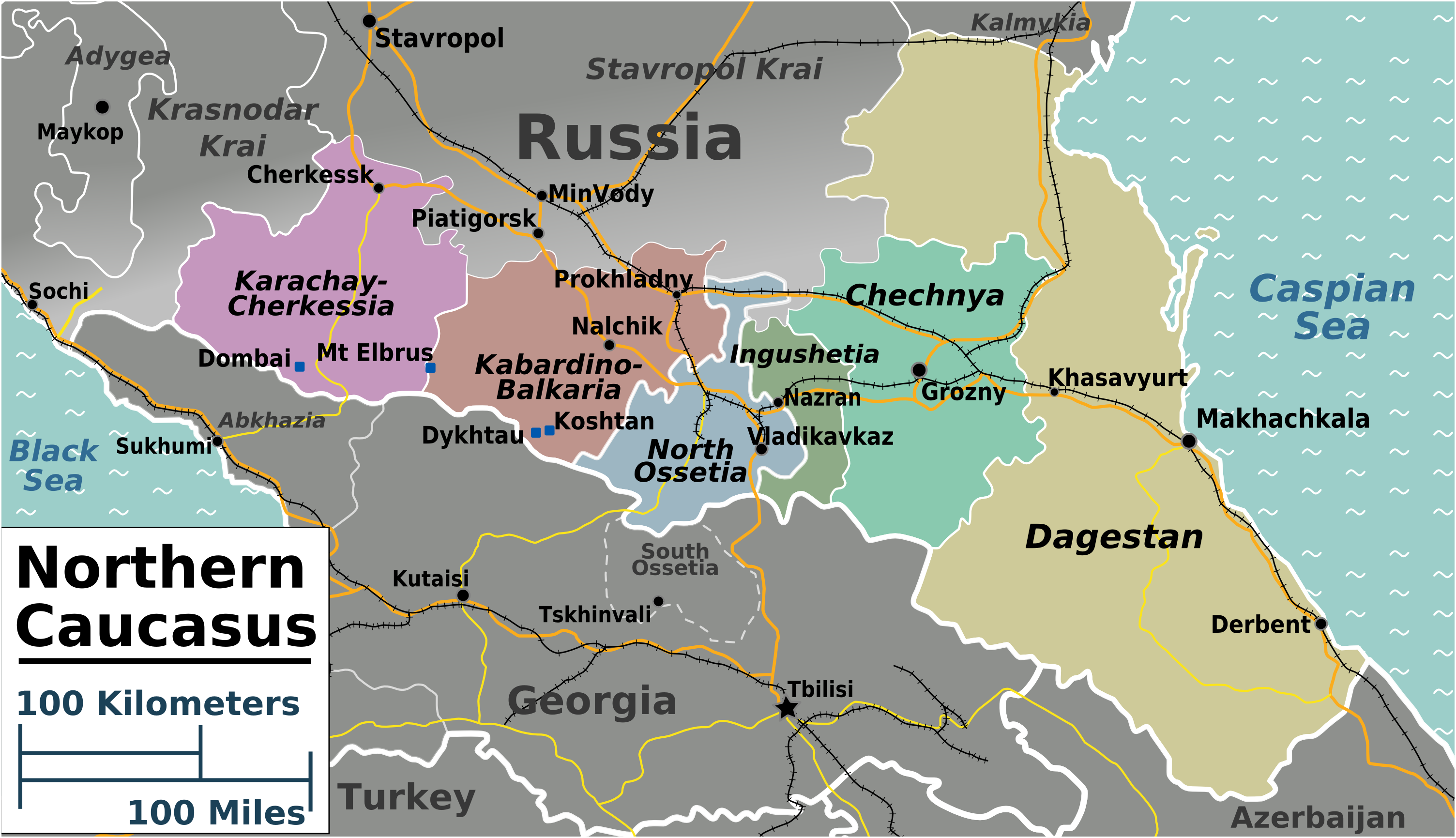
خريطة تظهر منطقة شمال القوقاز في روسيا ودول محيطة بها في الجنوب، بحر قزوين من الشرق والبحر الأسود غرباً
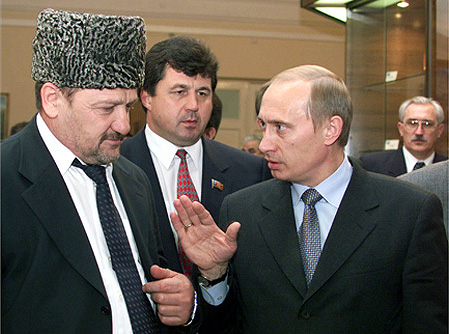
فلاديمير بوتين ورمضان قايدروف في الصورة سنة 2000، قبل توليه رئاسة جمهورية الشيشان
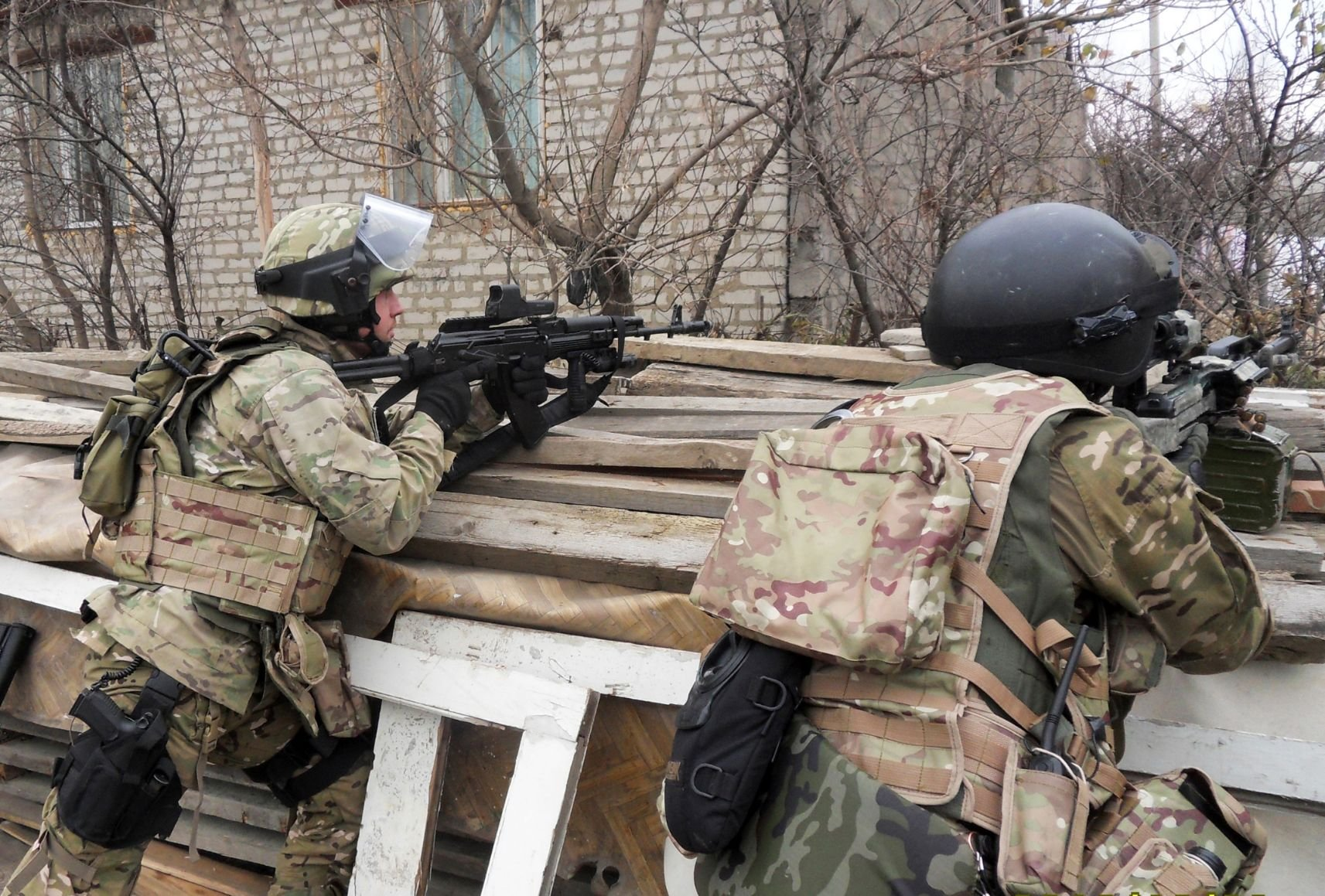
عماية لقوات الأمن الروسية الخاصة في ماخاشكلا عاصمة جمهورية داغستان. أسفرت فيما بعد عن مقتل مشتبه فيه داغستان